# Estação Ferroviária de Santo Tirso
A Estação Ferroviária de Santo Tirso (nome anteriormente grafado como "Thyrso"), é uma interface da Linha de Guimarães, que serve a localidade de Santo Tirso, no Distrito do Porto, em Portugal.

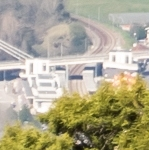
A gare de Santo Tirso, vista do Santuário de Nossa Senhora da Assunção.

## Descrição

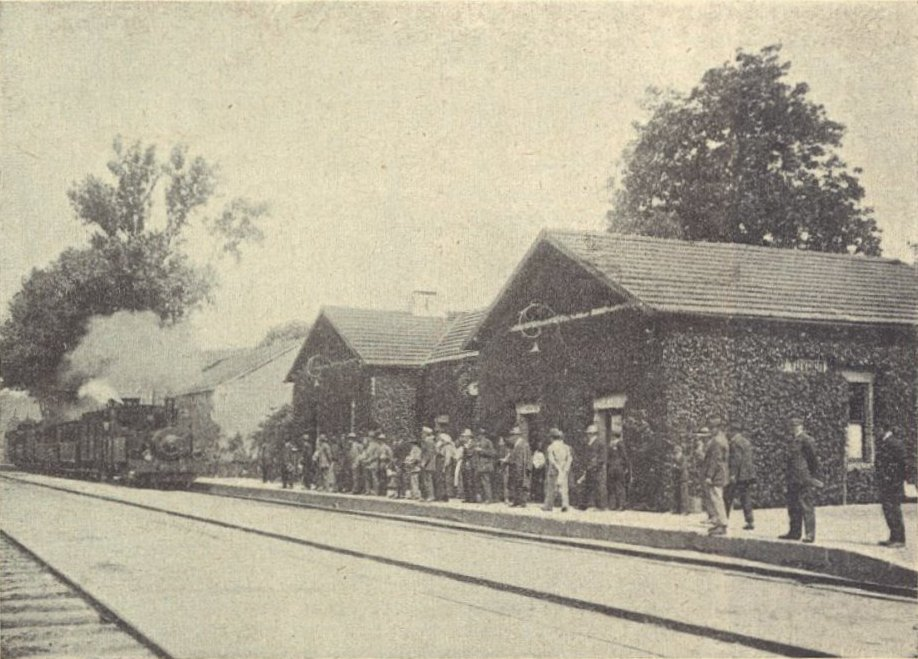
Antiga estação de Santo Tirso, em foto publicada em 1933, apresentando ainda a denominação original: "Santo Thyrso"

Situa-se junto a Santo Tirso, tendo acesso pela Rua Dr. Oliveira Salazar.
Em Janeiro de 2011, apresentava duas vias de circulação, ambas com 277 m de comprimento; as respectivas plataformas tinham ambas 150 m de extensão, e 90 cm de altura.

## História

### Inauguração
A estação de Santo Tirso está situada no lanço da Linha de Guimarães entre Trofa e Vizela, que abriu ao serviço em 31 de Dezembro de 1883, pela Companhia do Caminho de Ferro de Guimarães. O edifício de passageiros situava-se do lado nordeste da via (lado esquerdo do sentido ascendente, a Fafe)..

### Ligação prevista a Famalicão
Pelo Decreto 13.829, de 17 de Junho de 1927, foi ordenada a realização de uma revisão geral ao plano da rede ferroviária, tendo a comissão técnica responsável pela zona a Norte do Rio Douro proposto a construção de vários lanços, de forma a unir as várias linhas de via estreita nesta região, que se encontravam isoladas uma das outras. Assim, um dos lanços apresentados ligaria Santo Tirso a Famalicão, que então era então a estação terminal da Linha do Porto à Póvoa e Famalicão, interligando desta forma as duas linhas; por seu turno, da Estação de Caniços sairia a Linha do Ave, unindo-se à Linha do Tâmega, então em construção, em Arco de Baúlhe e daí a Chaves.[carece de fontes?] O troço de Famalicão a Santo Tirso deveria passar pelas Caldas da Saúde, prevendo-se que teria cerca de 12 km de comprimento, e que seria de fácil construção. Não obstante, este troço nunca viria a ser construído, permanecendo estas três linhas de via estreita separadas até à década de 1990, quando foram encerradas.[carece de fontes?]

### Século XXI
Em 2004, foi reaberta a Linha de Guimarães entre Guimarães e Lousado, após as obras de modernização, que incluíram a instalação da tracção eléctrica, a remodelação de todas as estações, e a adaptação da via para bitola ibérica. O novo edifício de passageiros situa-se do lado sudoeste da via (lado direito do sentido ascendente, a Guimarães).[carece de fontes?]